# العارضه السفلى (حبيش)

تعديل مصدري - تعديل

العارضه السفلى هي إحدى قرى عزلة العارضة بمديرية حبيش التابعة لمحافظة إب، بلغ تعداد سكانها 67 نسمة حسب تعداد اليمن لعام 2004.